# Barbara Mehrhof
Barbara Mehrhof (1942.) američka je spisateljica Njujorških radikalnih žena, Redstokings i Feministkinja. Po profesiji je učiteljica. Učestvovala je u akciji Progovori o abortusu, 1969. godine. Godine 1976., zajedno s Florence Rush, socijalnom radnicom i feministicom koja je bila pionirka istraživanja o seksualnom nasilju nad djecom, objavljenog pod naslovom Seksualno zlostavljanje djece: feminističko stajalište. Organizirala je Krug potpore za Jane Alpert, koja je kao američka radikalna ljevičarka bila osuđena zbog podmetanja bombi u više državnih zgrada. Kasnije je postala jedna od četiri koordinatorice grupe Žene protiv pornografije, koje su demonstrirale oko Time Square-a u New York-u.